# Lastrea obtusifolia
Lastrea obtusifolia là một loài dương xỉ trong họ Dryopteridaceae. Loài này được Janch. mô tả khoa học đầu tiên năm 1950.
Danh pháp khoa học của loài này chưa được làm sáng tỏ. 